# セリュタ (小惑星)
セリュタ (186 Celuta) は、小惑星帯に位置するやや大きなS型小惑星の一つ。
フランスの天文学者、アンリ兄弟がパリで発見した。弟プロスペール＝マティユーの名前が発見者としてクレジットされた小惑星としては最後のものである。命名の由来はよく分かっていない。